# کایی تیان
کایی تیان (به چینی: 田企業) زاده ۹ آوریل ۱۹۹۱، کشتی گیر کشور چین است. از افتخارات وی می‌توان به کسب مدال برنز بازی‌های آسیایی ۲۰۱۴ اشاره کرد. 